# Hugo Haase

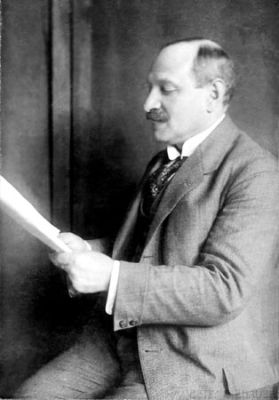
Hugo Haase (1905)

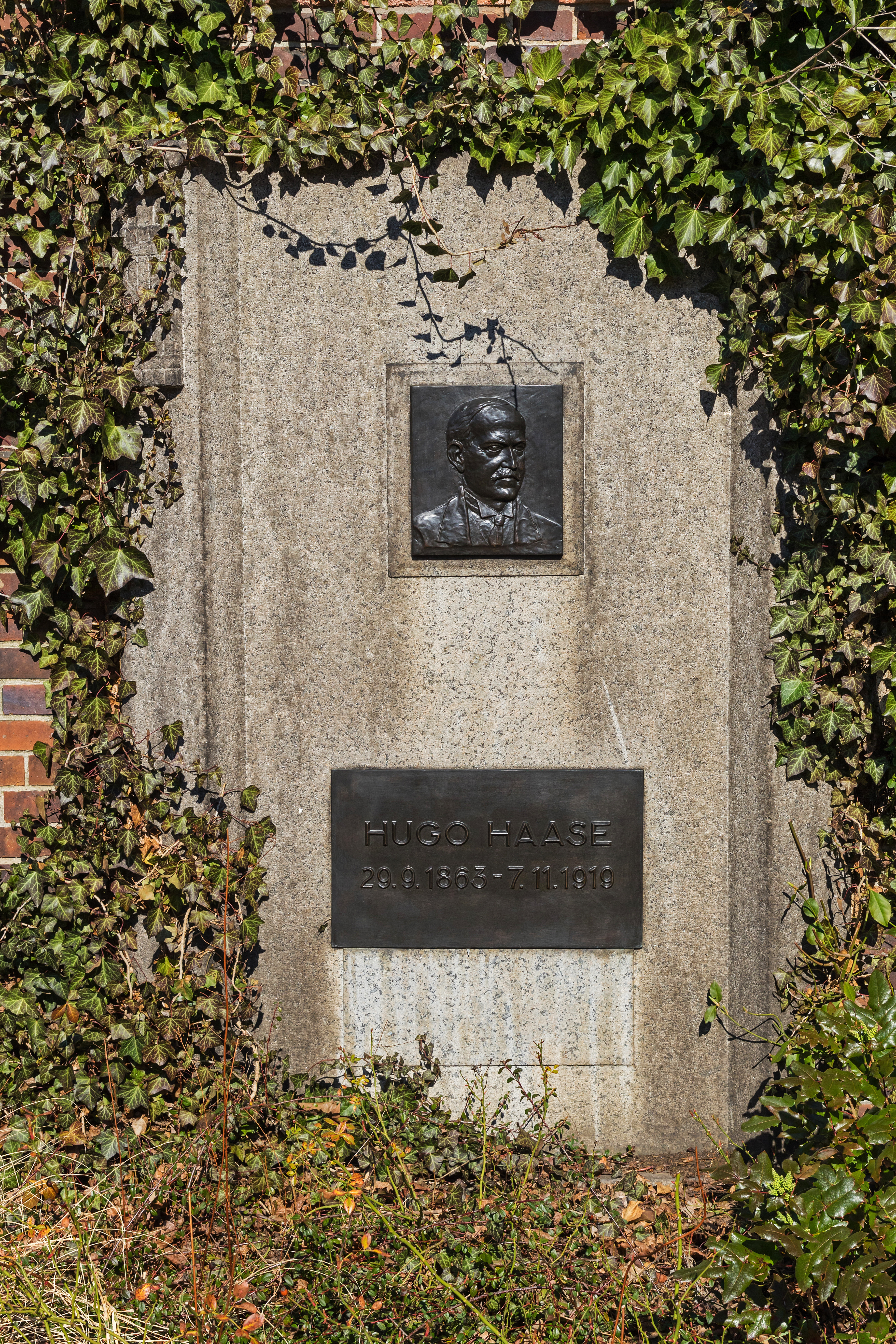
Graf van Hugo Haase op Zentralfriedhof Friedrichsfelde te Berlijn

Hugo Haase (Allenstein, 29 september 1863 - Berlijn, 7 november 1919) was een Duits sociaaldemocratisch politicus.
Hugo Haase was de zoon van een schoenmaker. Na zijn rechtenstudie werd Haase lid van de Sozialdemokratische Partei Deutschlands (SPD) en opende hij een advocatenpraktijk. In 1894 werd Haase gemeenteraadslid in Königsberg (Oost-Pruisen). Van 1897 tot 1907 was hij lid van de Rijksdag. In 1911 werd hij co-voorzitter van de SPD (eerst naast August Bebel en daarna naast Friedrich Ebert).
In 1912 werd hij opnieuw lid van de Rijksdag. In 1914 stemde hij - ofschoon een pacifist - vóór de oorlogskredieten. Vanaf 1915 keerde hij zich tegen de Duitse deelname aan de Eerste Wereldoorlog, maar ook tegen het officiële SPD-beleid inzake de oorlogsdeelname. In 1916 scheidde hij zich samen met andere SPD-leden van de linkervleugel van de Sozialdemocratische Partei Deutschlands af en vormde de Unabhängige Sozialdemokratische Partei Deutschlands (Onafhankelijke Sociaaldemocratische Partij). De USPD voerde een linkse koers, o.a. gericht tegen de toenmalige bestaande orde. 
In november 1918 werd hij tot voorzitter van de USPD gekozen en als lid van de voorlopige revolutionaire regering (Raad van Volkscommissarissen) van rijkskanselier Friedrich Ebert. Naast Haase werden nog twee USPD'ers in de regering opgenomen. Na de oprichting van de KPD (communistische partij), gaat de linkervleugel van de USPD op in de KPD. Haase (niet-communistisch) keerde samen met andere USPD'ers terug naar de SPD. 
Op 8 oktober 1919 werd hij door een geesteszieke neergestoken en overleed 7 november op 56-jarige leeftijd aan zijn verwondingen.